# Meshuggah
Meshuggah (von hebräisch מְשׁוּגָּע meschuga für ‚verrückt‘, siehe auch meschugge) ist eine schwedische Metal-Band aus Umeå. Ihre Musik enthält Elemente diverser Metal-Stile (beispielsweise Thrash- und Death Metal) mit starken Jazz-Einflüssen. Aufgrund der komplexen Rhythmiken und Tempowechsel ist auch die Einordnung zum Progressive Metal üblich. Die Band selbst klassifiziert sich als Experimental Metal.

## Geschichte

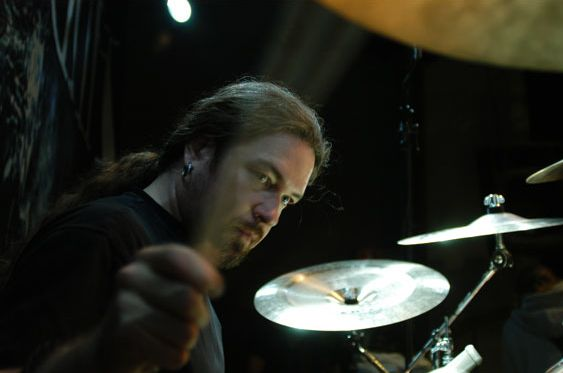
Tomas Haake, 2005

### 1985–1989: Entstehung
Die Ursprünge der Band liegen in der Band Metallien, die 1985 von Sänger Roger Olofsson, den Gitarristen Peder Gustafsson und Fredrik Thordendal, dem Bassisten Janne Wiklund und dem Schlagzeuger Örjan Lindmark gegründet wurde. Nach einigen Demos löste sich Metallien auf und Fredrik Thordendal spielte mit anderer Besetzung und unter anderem Namen weiter.
Die Band Meshuggah wurde ursprünglich 1987 von Sänger Jens Kidman, Gitarrist Johan Sjörgen, Bassist Jörgen Lindmark und Schlagzeuger Per Sjögren gegründet. Jens Kidman verließ diese Besetzung von Meshuggah nach der Aufnahme einiger Demos wieder und gründete die Band Calipash, gemeinsam mit Gitarrist Torbjörn Granström, Bassist Peter Nordin und Schlagzeuger Niclas Lundgren.
Während sich die übrigen Mitglieder von Meshuggah trennten, erfolgten auch bei Calipash Umstrukturierungen. Fredrik Thordendal ersetzte Granström an der Gitarre und gemeinsam mit Thordendal entschied sich Kidman, den Namen seiner ursprünglichen Band, Meshuggah, zu übernehmen.

### 1989–1995:Contradictions CollapseundDestroy Erase Improve
1989 brachte Meshuggah ihre erste Aufnahme, eine auf 1000 Stück limitierte 12" Vinyl-EP mit dem Namen Psykisk Testbild, heraus und unterzeichnete im November desselben Jahres einen Plattenvertrag mit dem deutschen Plattenlabel Nuclear Blast. Danach übernahm Tomas Haake das Schlagzeug und ersetzte somit Lundgren. Das erste Studioalbum, Contradictions Collapse, wurde 1991 veröffentlicht.
Jens Kidman konzentrierte sich von nun an ausschließlich auf den Gesang und ein weiterer Gitarrist wurde benötigt. Diesen fand man in Mårten Hagström, welcher bereits in seiner Jugend mit Haake gespielt hatte. 1993 wurde in dieser neuen Konstellation die EP None auf den Markt gebracht. Im Jahr 1994 begann man mit den Aufnahmen für die EP Selfcaged, welche aber aufgrund zweier Unfälle erst 1995 veröffentlicht wurde. Der Zimmermann Thordendal hatte sich bei der Arbeit die Spitze seines linken Mittelfingers abgetrennt und Haake verletzte sich an der Hand durch ein Schleifgerät. Aufgrund dieser Umstände konnte die Band einige Monate lang nicht spielen.
Zu Beginn des Jahres 1995 wurde ihr zweites Album Destroy Erase Improve aufgenommen und im Anschluss daran begann eine zweimonatige Europatour mit Machine Head. Während dieser Tour wurde Peter Nordin krank und musste notgedrungen nach Schweden zurückkehren. Meshuggah entschied, die Tour vierköpfig zu Ende zu spielen, obwohl ihnen von Machine Head-Bassist Adam Duce angeboten wurde, kurzfristig einzuspringen. Für den Bass sorgte auf einigen Konzerten Thordendal, welcher durch ein Guitar Rig spielte oder Hagström, der mithilfe eines Pitch Shifters seine Gitarre um eine Oktave tiefer spielte. Im Mai 1995 wurde Destroy Erase Improve veröffentlicht. Im Herbst desselben Jahres gingen sie mit Clawfinger auf eine kurze Tour durch Skandinavien und Deutschland. Die ersten Konzerte der Tour spielten sie ohne Bassisten, da Peter Nordin die Band verließ. Für das Konzert in Hamburg sprang Gustaf Hielm ein, der früher bei der schwedischen Punkband Charta 77 gespielt hatte. Ende 1995 ging Meshuggah außerdem auf eine einmonatige Tour mit Hypocrisy.

### 1996–2002:ChaosphereundNothing
Thordendal arbeitete im Jahr 1996 fast ausschließlich für sein Soloalbum, welches im März 1997 unter dem Namen Sol Niger Within in Schweden veröffentlicht wurde. The True Human Design, die vierte EP, wurde im Herbst 1997 nach einigen Aufschüben des Plattenlabels veröffentlicht. Zeitgleich wurde auch Sol Niger Within in Amerika auf den Markt gebracht.
Im Januar 1998 trat Gustaf Hielm endgültig in die Band ein, nachdem er mehr als zwei Jahre als Live- und Studiomusiker für Meshuggah spielte. Das Album Contradictions Collapse wurde mit vier Bonustracks von der EP None über Nuclear Blast neu veröffentlicht. Im Mai wurde mit den Aufnahmen für das dritte Studioalbum Chaosphere begonnen, welches nach einigen Aufschüben durch das Plattenlabel im November desselben Jahres veröffentlicht wurde. Im Anschluss daran ging Meshuggah mit Entombed auf Tour durch Skandinavien.
Zu Beginn des Jahres 1999 wurde eine Tour durch die Vereinigten Staaten angekündigt, später jedoch abgesagt. Mit Slayer kam es dann einige Zeit später dennoch zu einer Amerika-Tournee. Die amerikanische Presse huldigte Chaosphere und ihren Auftritten und zahlreiche Magazine wurden auf die Band aufmerksam.
Im Jahr 2000 wurde die Kompilation Rare Trax veröffentlicht, nachdem erste Gerüchte über ein neues Album von der Band vorerst dementiert wurden. Hierbei handelt es sich um eine Sammlung von Demos und seltenen Aufnahmen, wie der Psykisk Testbild EP. Bassist Gustaf Hielm verließ die Band im Juli 2001. Gemeinsam mit Tool ging Meshuggah erneut auf Tour durch die Vereinigten Staaten, wo sie erste Konzerte vor mehr als 100.000 Menschen spielten.
2002 wurden drei Songs im hauseigenen Studio mit programmiertem Schlagzeug unter Verwendung des Drumkit from Hell, einem Software-Synthesizer, aufgenommen und als Demo veröffentlicht. Im Mai wurde mit den Aufnahmen für das neue Album begonnen. Diese nahmen ungefähr 5 bis 6 Wochen in Anspruch. Kurz darauf spielte die Band wieder in Amerika auf der Ozzfest-Tour. Im August wurde das vierte Studioalbum Nothing veröffentlicht. Ende 2002 ging Meshuggah erneut mit der Band Tool auf USA-Tour.

### 2003–2010:Catch ThirtythreeundobZen

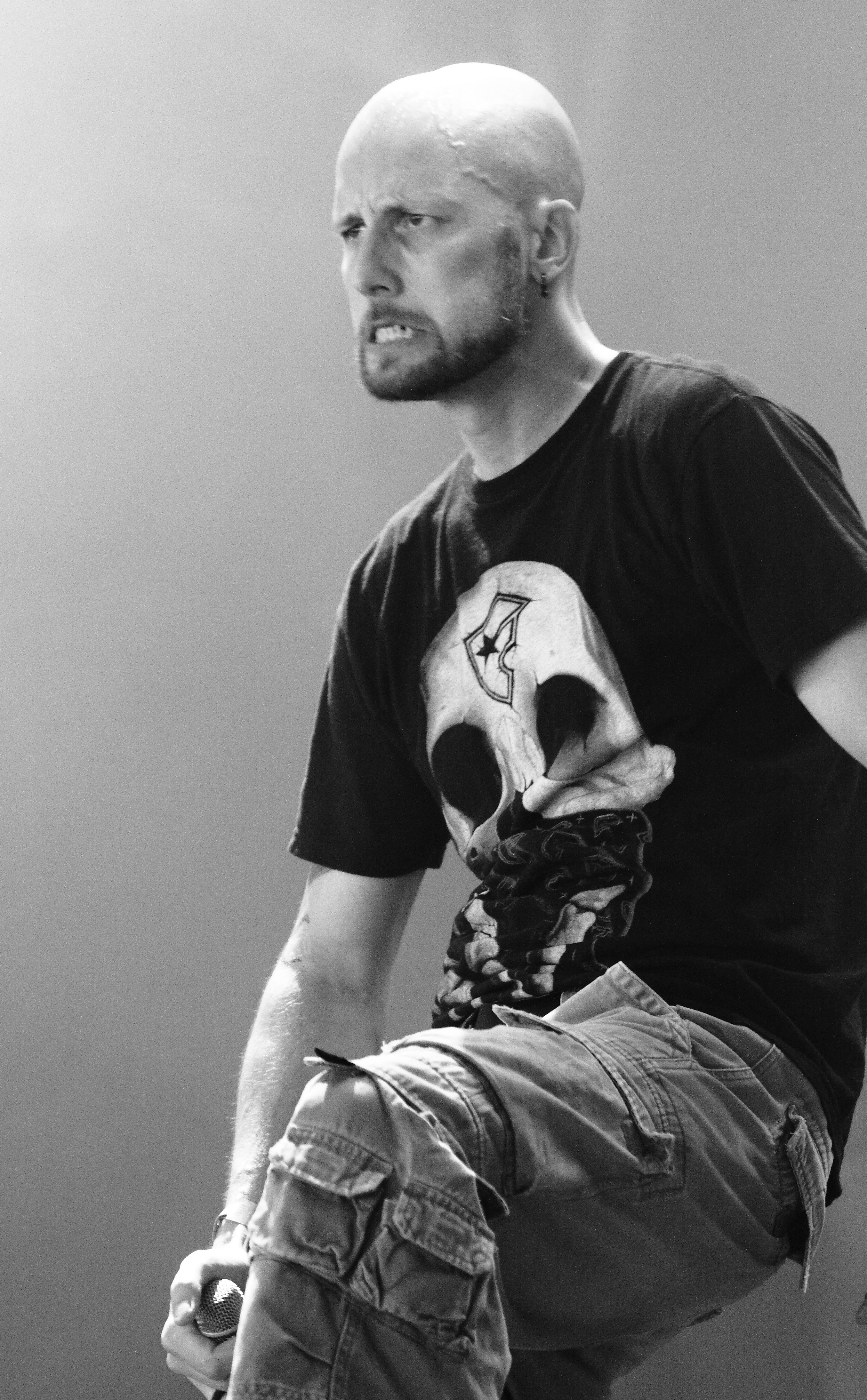
Jens Kidman, 2013

Nach einer kurzen Pause wurde 2004 die EP I veröffentlicht, welche aus einem einzigen 21-minütigen Song bestand. Im darauf folgenden Jahr folgte das fünfte Studioalbum Catch Thirtythree, welches sich als Meshuggahs vorerst anspruchsvollstes Album herausstellte. Dabei wurde wie bereits bei der zuvor erschienenen Demo das Schlagzeug per Drumcomputer eingespielt. 2006 wurde das Album Nothing mit einer Bonus-DVD erneut aufgelegt und mit komplett neuen Gitarrenspuren, sowie einigen neuen Bassspuren versehen. Noch im selben Jahr begab sich die Band erneut ins Studio, um für ihr neues Album aufzunehmen, welches unter dem Namen obZen im März 2008 veröffentlicht wurde. Diesmal übernahm jedoch Haake wieder das Schlagzeug. Im Anschluss daran ging die Band auf Welttour, die in Amerika als Opener für Ministry begann und anschließend in Europa, Asien und Australien als Headliner fortgesetzt wurde.

### 2011–heute:Koloss

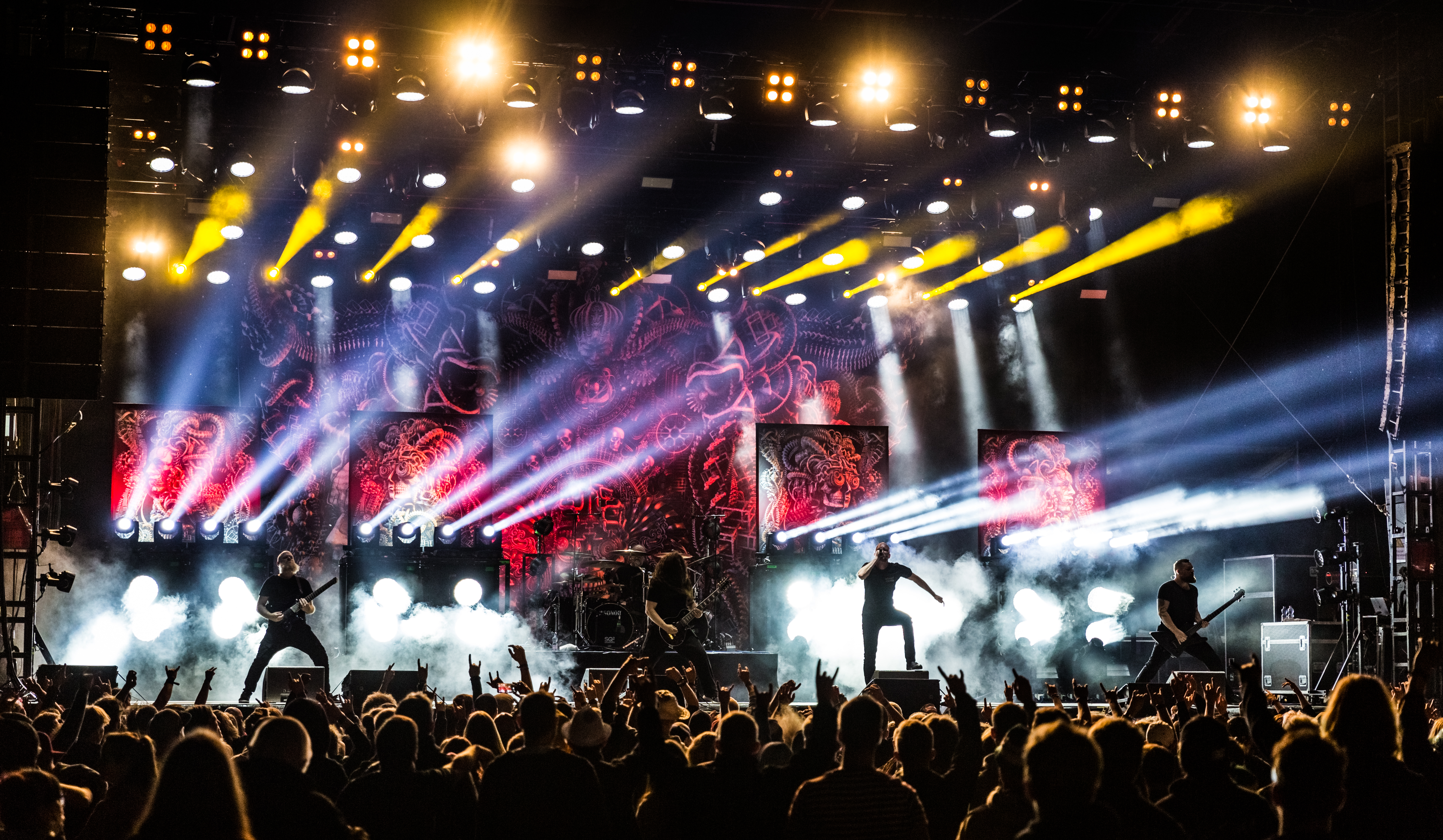
Meshuggah live bei Rock am Ring 2018

Anfang 2011 begab sich die Band ins Studio, um ihr siebtes Studioalbum einzuspielen, welches am 23. März 2012 unter dem Namen Koloss veröffentlicht wurde. Es folgten eine Europa-Tournee 2012 und eine Nordamerika-Tournee 2013.
Am 5. Februar 2013 wurde die EP Pitch Black veröffentlicht. Sie enthält einen von Fredrik Thordendal 2003 in Stockholm eingespielten unveröffentlichten Track gleichen Namens und eine Live-Aufnahme des ObZen-Tracks Dancers to a Discordant System, die beim Distortion Fest in Eindhoven in den Niederlanden am 9. Dezember 2012 aufgenommen wurde.

## Stil
Meshuggahs Einflüsse reichen von Metallica bis zu Folk und Jazz. Während die erste EP (1989) und das Debütalbum (1991) noch dem Thrash Metal zugeordnet werden können, stoßen später immer weitere progressive Strukturen hinzu. Auf Destroy Erase Improve (1995) finden sich die später als typisch für Meshuggah gesehenen musikalischen Merkmale erstmals gehäuft wieder, mit dem 1998 erschienenen Chaosphere kam die Band „klanglich dort an, wo sie sich in den folgenden zwanzig Jahren [etablierten]. Der Terminus Math Metal ist zu dieser Zeit einer der Begriffe, der den Schweden zugeordnet wird“.
Zum auffälligsten Stilmerkmal der Band wurden die ungewöhnlich komplexen Taktstrukturen, die in der Musiktheorie als Polymetrik bzw. als polymetrische Subdivisionen (Unterteilungen) bezeichnet werden. Während die Hihat oder die Becken durch konstante Schläge das Fundament für einen langsamen, aber geraden Takt bilden, werden auf der Bassdrum und Snare schnelle, komplizierte Muster im beispielsweise 3/4- oder 5/4-Takt gespielt. In diesem Kontext spricht man auch von Polyrhythmik. Diese Muster werden so oft wiederholt, bis 8, 16 oder 32 Schläge der Hihat verstrichen sind, also bis der Takt letztendlich doch „aufgeht“. Die Saiteninstrumente spielen meist die gleichen Betonungen wie die Bassdrum, und auch der Sänger passt seine Worte den komplexen Figuren an. Nur selten findet man in den Liedern von Meshuggah tatsächlich durchgehende ungerade Taktarten. Was ebenso auffällig und typisch für Genres wie Death- und Thrash Metal ist, ist die Freitonalität der Songs. Es existieren also keine Tonarten, funktionsharmonische oder modale Strukturen und keine auf Dur und Moll zurückführbaren Gitarrenriffs.
Seit dem Album Nothing werden achtsaitige E-Gitarren benutzt. Diese erlauben es, die tiefste Saite auf F# (in Standardstimmung) zu stimmen, Meshuggah stimmen jedoch noch weitere ein bis zwei Halbtöne (F oder E) herunter, also fast, beziehungsweise eine ganze Oktave tiefer als gewöhnlich gestimmte Gitarren. Erst spielten die Meshuggah-Gitarristen achtsaitige Gitarren von Nevborn Guitars, heute spielen sie nur noch achtsaitige Custom-Gitarren der Marke Ibanez.

## Rezeption

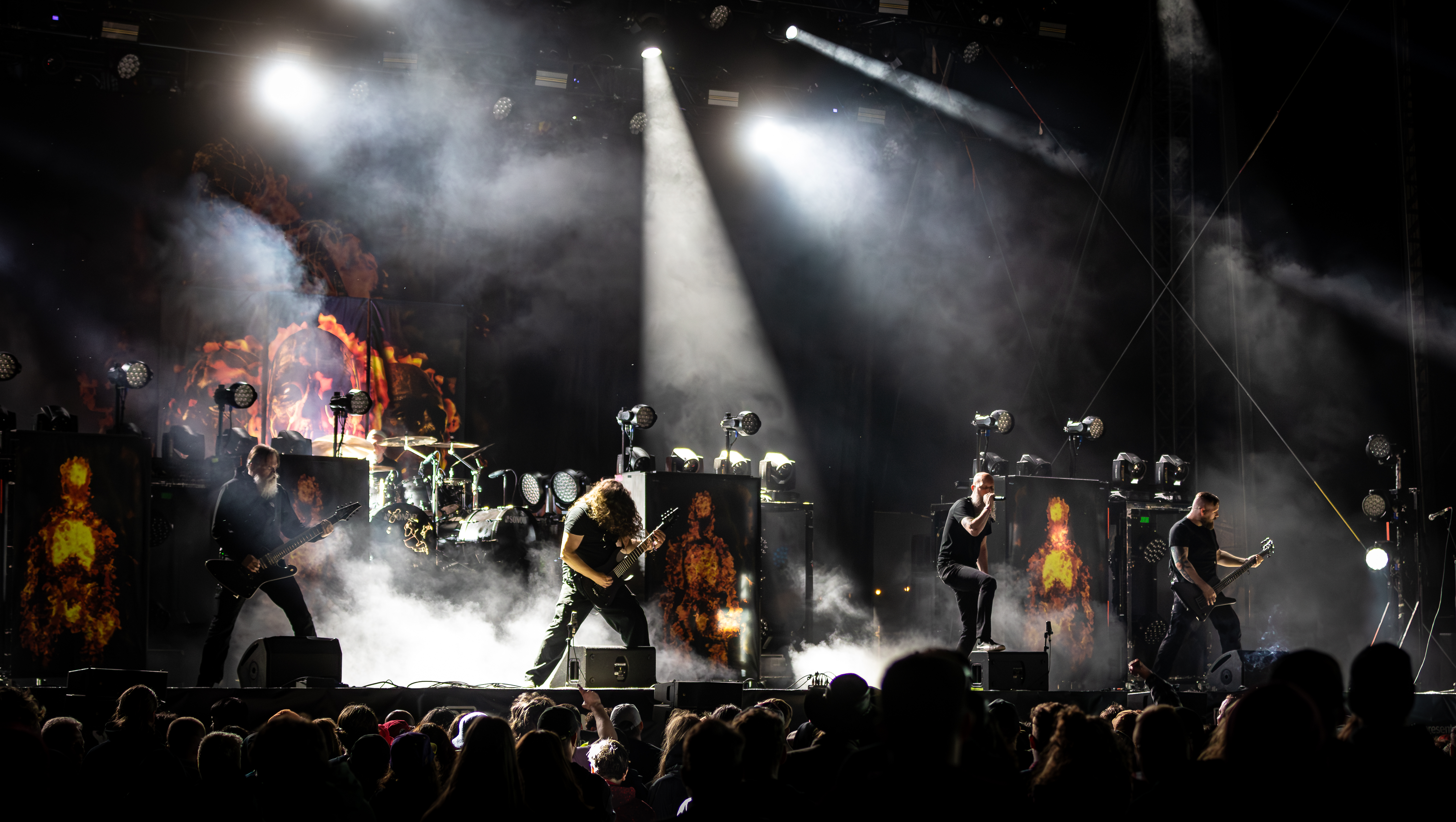
Meshuggah live bei Rock am Ring 2023

Meshuggah sind bekannt geworden für ihren innovativen Musikstil, der sich zwischen jedem Album entwickelt und den Heavy Metal in neues Gebiet bringt, sowie für die technischen Fähigkeiten der Band. Rockdetector meinte zum Album Destroy Erase Improve: „Die Band reduziert den Metal auf das Wesentliche, bevor sie es in einer völlig abstrakten Form wiederaufbaut“
Die Polyrhythmen können den Klang der Band kakophon wirken lassen, als würde jedes Mitglied gleichzeitig ein anderes Lied spielen.
Der Rolling Stone bezeichnet Meshuggah als „eine von den zehn besten Hard und Heavy Bands“ und die Alternative Press nannte sie „die wichtigste Band im Metal“.
Meshuggah wurden als virtuos beschrieben und als Musiker an der Grenze der Genialität bezeichnet. 2007 bekam die Band sogar eine tiefe Analyse in dem akademischen Magazin Music Theory Spectrum.
Meshuggah hat wenig Erfolg im Mainstream gehabt, gilt aber in der extremen Untergrund-Musik als sehr bedeutend und starker Einfluss für andere Metal-Bands.
Meshuggah hat den onomatopoetischen Begriff Djent für ein „elastisches, synkopisches Gitarren-Riff“ entwickelt. Der Begriff beschreibt mittlerweile auch ein eigenes Subgenre, dessen Ursprung häufig auf Meshuggahs Song Aztec Two-Step (1995) zurückgeführt wird.
Der Geologe Prof. Mats E. Eriksson benannte 2022 die Spezies eines Fossilfundes von Gotland als Muldaster haakei, inspiriert durch den Drummer der Band, Tomas Haake.

## Diskografie

### Studioalben
| Jahr | Titel Musiklabel                          | Höchstplatzierung, Gesamtwochen, AuszeichnungChartplatzierungen (Jahr, Titel, Musiklabel, Platzierungen, Wochen, Auszeichnungen, Anmerkungen) | Höchstplatzierung, Gesamtwochen, AuszeichnungChartplatzierungen (Jahr, Titel, Musiklabel, Platzierungen, Wochen, Auszeichnungen, Anmerkungen) | Höchstplatzierung, Gesamtwochen, AuszeichnungChartplatzierungen (Jahr, Titel, Musiklabel, Platzierungen, Wochen, Auszeichnungen, Anmerkungen) | Höchstplatzierung, Gesamtwochen, AuszeichnungChartplatzierungen (Jahr, Titel, Musiklabel, Platzierungen, Wochen, Auszeichnungen, Anmerkungen) | Höchstplatzierung, Gesamtwochen, AuszeichnungChartplatzierungen (Jahr, Titel, Musiklabel, Platzierungen, Wochen, Auszeichnungen, Anmerkungen) | Höchstplatzierung, Gesamtwochen, AuszeichnungChartplatzierungen (Jahr, Titel, Musiklabel, Platzierungen, Wochen, Auszeichnungen, Anmerkungen) | Anmerkungen                                                                                             |
| Jahr | Titel Musiklabel                          | DE | AT | CH | UK | US | SE | Anmerkungen                                                                                             |
| ---- | ----------------------------------------- | --- | --- | --- | --- | --- | --- | --- |
| 1991 | Contradictions Collapse Nuclear Blast     | — | — | — | — | — | — | Erstveröffentlichung: 1. Januar 1991                                                                    |
| 1995 | Destroy Erase Improve Nuclear Blast       | — | — | — | — | — | SE43 (1 Wo.)SE | Erstveröffentlichung: 12. Mai 1995                                                                      |
| 1998 | Chaosphere Nuclear Blast                  | — | — | — | — | — | — | Erstveröffentlichung: 9. November 1998                                                                  |
| 2002 | Nothing Nuclear Blast                     | — | — | — | — | US165 (3 Wo.)US | SE41 (3 Wo.)SE | Erstveröffentlichung: 6. August 2002                                                                    |
| 2005 | Catch Thirtythree Nuclear Blast           | — | — | — | — | US170 (1 Wo.)US | SE12 (1 Wo.)SE | Erstveröffentlichung: 31. Mai 2005                                                                      |
| 2008 | obZen Nuclear Blast                       | DE93 (1 Wo.)DE | — | CH99 (1 Wo.)CH | — | US59 (3 Wo.)US | SE16 (2 Wo.)SE | Erstveröffentlichung: 11. März 2008 Wiederveröffentlichung: 31. März 2023 in DE erst 2023 in den Charts |
| 2012 | Koloss Nuclear Blast                      | DE48 (1 Wo.)DE | AT46 (1 Wo.)AT | CH39 (1 Wo.)CH | UK93 (1 Wo.)UK | US17 (2 Wo.)US | SE12 (3 Wo.)SE | Erstveröffentlichung: 27. März 2012                                                                     |
| 2016 | The Violent Sleep of Reason Nuclear Blast | DE18 (1 Wo.)DE | AT31 (1 Wo.)AT | CH21 (1 Wo.)CH | UK32 (1 Wo.)UK | US17 (2 Wo.)US | SE17 (1 Wo.)SE | Erstveröffentlichung: 7. Oktober 2016                                                                   |
| 2022 | Immutable Atomic Fire                     | DE6 (1 Wo.)DE | AT12 (1 Wo.)AT | CH6 (3 Wo.)CH | UK38 (1 Wo.)UK | US113 (1 Wo.)US | SE3 (1 Wo.)SE | Erstveröffentlichung: 1. April 2022                                                                     |

### Livealben
| Jahr | Titel Musiklabel                | Höchstplatzierung, Gesamtwochen, AuszeichnungChartplatzierungen (Jahr, Titel, Musiklabel, Platzierungen, Wochen, Auszeichnungen, Anmerkungen) | Höchstplatzierung, Gesamtwochen, AuszeichnungChartplatzierungen (Jahr, Titel, Musiklabel, Platzierungen, Wochen, Auszeichnungen, Anmerkungen) | Höchstplatzierung, Gesamtwochen, AuszeichnungChartplatzierungen (Jahr, Titel, Musiklabel, Platzierungen, Wochen, Auszeichnungen, Anmerkungen) | Höchstplatzierung, Gesamtwochen, AuszeichnungChartplatzierungen (Jahr, Titel, Musiklabel, Platzierungen, Wochen, Auszeichnungen, Anmerkungen) | Höchstplatzierung, Gesamtwochen, AuszeichnungChartplatzierungen (Jahr, Titel, Musiklabel, Platzierungen, Wochen, Auszeichnungen, Anmerkungen) | Höchstplatzierung, Gesamtwochen, AuszeichnungChartplatzierungen (Jahr, Titel, Musiklabel, Platzierungen, Wochen, Auszeichnungen, Anmerkungen) | Anmerkungen                              |
| Jahr | Titel Musiklabel                | DE | AT | CH | UK | US | SE | Anmerkungen                              |
| ---- | ------------------------------- | --- | --- | --- | --- | --- | --- | ---------------------------------------- |
| 2010 | Alive Nuclear Blast             | — | — | — | — | — | SE43 (1 Wo.)SE | Erstveröffentlichung: 5. Februar 2010    |
| 2014 | The Ophidian Trek Nuclear Blast | — | — | — | — | — | — | Erstveröffentlichung: 26. September 2014 |

### EPs
| Jahr | Titel | Höchstplatzierung, Gesamtwochen, AuszeichnungChartsChartplatzierungen (Jahr, Titel, Platzierungen, Wochen, Auszeichnungen, Anmerkungen) | Anmerkungen                         |
| Jahr | Titel | SE | Anmerkungen                         |
| ---- | ----- | --- | ----------------------------------- |
| 2004 | I     | SE33 (5 Wo.)SE | Erstveröffentlichung: 13. Juli 2004 |

Weitere EPs
- 1989: Meshuggah
- 1994: None
- 1995: Selfcaged
- 1997: The True Human Design
- 2013: Pitch Black

### Kompilationen und Remixe
- 1998: Contradictions Collapse/None (Wiederveröffentlichung)
- 2001: Rare Trax
- 2006: Nothing (Wiederveröffentlichung)

### Demos
- 1989: Ejaculation of Salvation
- 1991: All This Because of Greed
- 1993: Promo 1993